# Каменный алтарь из Малии

Алтарь из Малии

Другой вариант прориси

Каменный алтарь из Малии — культурный памятник эпохи минойской культуры. Представляет собой каменную плиту с начертанными на ней критскими иероглифами, датируется примерно 1600-м годом до н. э. Плита была обнаружена в Малии, на острове Крит, французским археологом Фернаном Шапутье (1899—1953). В камне есть углубление, предполагается, что он выполнял функцию алтаря (жертвенника) в минойской культуре. Надпись содержит 16 знаков, из которых три повторяются по два раза. Алтарь — единственный известный науке случай написания критских иероглифов на камне.
В ранних работах по критскому письму алтарь из Малии, наряду с Фестским диском и бронзовой секирой из Аркалохори, рассматривался как памятник более или менее обособленной системы письма, не возводимой к линейному письму А. В настоящее время письменность алтаря рассматривается как классические критские иероглифы.